# マジアサ!
マジアサ!は、2005年10月2日～2008年3月30日まで毎週日曜日朝9:30～11:26（中断9:53～10:00）に放送されたbayfmの生放送ラジオ番組。
2006年1月～9月の間、住宅販売会社のMOVADOがスポンサーだったため、正式タイトルは『MOVADO presents マジアサ!』だった。
2006年10月1日～2007年3月25日の間は、編成の都合で　30分拡大の9:00～11:26放送（中断9:53～10:00）だった。

## 出演者

### DJ
- 中澤裕子
- 松風雅也

### その他のレギュラー出演者
- 木下1万人（木下たかひろ、きのぴー） 中継コーナー担当

### ピンチヒッター
番組が生放送の為　中澤裕子が（舞台やイベントで）休みのとき、中澤が所属するハロー!プロジェクトから、「ピンチヒッター」と呼ばれるゲスト（MC）が出演することがある。（松風＆ピンチヒッターMC）
- 2005年12月4日・12月11日 安倍なつみ
- 2005年12月18日 後藤真希
- 2006年1月8日 保田圭
- 2006年1月15日 飯田圭織
- 2006年1月22日 吉澤ひとみ・高橋愛
- 2006年2月5日 安倍なつみ
- 2006年2月19日 保田圭
- 2006年3月19日 加藤紀子（Hello! Project SPORTS FESTIVAL 2006の開催と同日のため）
- 2006年9月3日 矢口真里
- 2006年9月3日 石川梨華
- 2006年9月10日 保田圭・石川梨華 （松風・中澤とも休み）
- 2006年9月17日 保田圭
- 2006年10月22日 後藤真希
- 2007年1月7日 石川梨華 （中澤の出演するライブ会場中野サンプラザから中継、中澤は途中からライブへ）

### ゲスト
- 2007年1月7日 ハロー!プロジェクトエルダークラブメンバー、古川恵実子（bayfmのDJ）
- 2007年1月28日 保田圭（正式なスタジオゲストとしては番組初）
- 2007年4月1日 メロン記念日
- 2007年6月25日 IKKO

## コーナー
中澤裕子モノマネクイズ
中澤裕子がモノマネした人物をリスナーが当てるのだが、あまりに正解が簡単で、「ボケ回答」の紹介がメインになっている。回答はリアルタイムにメールで募集する。
木下1万人のレポート1万人
木下1万人がいろんな街をレポートする。なお、2006年12月までは木下は「きのぴー」と名乗っており、コーナー名は「きのぴーキャンペーン」だった。
クイズ裕子にもあったもんだ
中澤裕子が「～したもんだ」（一部空白）と言って、空白部分をリスナーが当てる。サウンドステッカーでは、福山雅治「東京にもあったんだ」のカラオケに合わせて木下一万人が「裕子にもあったもんだ」と歌っている。2007年4月1日からの新コーナー。